# 국도우회1로
국도우회1로(Gukdouhoe 1-ro)는 경상남도 거제시 일운면 소동리 옥림 교차로와 아양동 아양지하차도를 잇는 경상남도의 도로이다. 국도우회로와 함께 거제시 국도대체우회도로를 구성한다.

## 연혁
- 2011년 2월 23일 : 도로명을 국도우회1로로 결정[1]
- 2016년 12월 28일 : 거제시 국도대체우회도로 일운 ~ 아주 구간(거제시 일운면 옥림리 ~ 아주동) 3.83km 구간 확장 개통[2], 기존 거제시 아양동 ~ 일운면 옥림리 4.6km 구간 폐지[3]

## 주요 경유지
경상남도
- 거제시 (일운면 · 아양동)

## 노선
전 구간 국도 제14호선에 속하므로 이에 대한 별도 표기는 생략한다.
| 이름            | 접속 노선       | 소재지          | 소재지          | 비고            |
| 거제대로와 직결 | 거제대로와 직결 | 거제대로와 직결 | 거제대로와 직결 | 거제대로와 직결 |
| --------------- | --------------- | --------------- | --------------- | --------------- |
| 옥림 교차로     | 거제대로        | 거제시          | 일운면          |                 |
| 옥림교          |                 | 거제시          | 일운면          |                 |
| 일운터널        |                 | 거제시          | 일운면          | 연장 900m       |
| 일운터널        | 아주동          | 거제시          |                 | 연장 900m       |
| 아양지하차도    | 거제대로        | 거제시          |                 |                 |
| 거제대로와 직결 |                 |                 |                 |                 |